# Królestwo Francuzów (1791–1792)
Królestwo Francuzów (fr. Royaume des Français) – krótkotrwałe państwo francuskie, istniało w latach 1791–1792.
Królestwo Francuzów to organizm przejściowy istniejący jako monarchia konstytucyjna pomiędzy zniesieniem absolutyzmu a wprowadzeniem republiki.
Uchwalona 3 września 1791 roku Konstytucji Francji przekształciła Francję w monarchię konstytucyjną. Na przemiany polityczne lat 1789–1791 wielki wpływ wywarła działalność klubów, zwłaszcza takich jak jakobini i żyrondyści oraz ich przywódcy Maksymilian Robespierre, Georges Danton, Camille Desmoulins, Jean Paul Marat, Jacques Brissot, Pierre Vergniaud, Jérôme Pétion de Villeneuve. W wybranej w październiku 1791 Legislatywie przewagę zdobyli żyrondyści. W kwietniu 1792 Francja wypowiedziała wojnę Austrii, następnie Prusom. Niepowodzenia wojsk francuskich, chaos gospodarczy, głód i nędza spowodowały wrzenie ludności Paryża. Po próbie ucieczki Ludwik XVI został 10 sierpnia 1792 roku uwięziony, a nowo wybrany Konwent Narodowy 1792–1795, z przewagą żyrondystów, 22 września proklamował powstanie Republiki Francuskiej. Królowi wytoczono proces o zdradę, skazano na śmierć i 21 stycznia 1793 roku stracono.